# Entidad fiscalizadora superior
Las entidades fiscalizadoras superiores (EFS o SAI) son órganos públicos encargados de fiscalizar la regularidad de las cuentas y gestión financiera públicas. En ocasiones también se les asignan funciones jurisdiccionales, para juzgar y hacer efectiva la denominada responsabilidad contable.
En la mayoría de los Estados existen instituciones de este tipo, con similares características. Estas, en algunos casos, incorporan ambas funciones, de fiscalización y enjuiciamiento, y, en otros, exclusivamente la función fiscalizadora y se organizan en forma colegiada o mediante un órgano unipersonal, cuyos titulares o integrantes poseen un mandato que puede ser limitado en el tiempo o de carácter vitalicio. 
A nivel nacional, son entidades fiscalizadoras superiores típicas: los Tribunales de Cuentas del ámbito europeo continental, y las Contralorías Generales de la República de Latinoamérica. En el área anglosajona se puede mencionar a la National Audit Office del Reino Unido y la Government Accountability Office de Estados Unidos.
En el ámbito internacional cabe destacar el papel de la Organización Internacional de las Entidades Fiscalizadoras Superiores (INTOSAI, por sus siglas en inglés), una organización no gubernamental con un estatus especial con el Consejo Económico y Social de las Naciones Unidas, que agrupa a entidades fiscalizadora superiores de todo el mundo, con subgrupos de carácter regional, como la EUROSAI, la OLACEFS (Latinoámérica y el Caribe), la ARABOSAI, que se preocupa de emitir normas, organizar congresos y de promover estudios en el ámbito de la fiscalización.Al respecto debe destacarse la "Declaración de Lima sobre las líneas básicas de la fiscalización" y la "Declaración de México sobre Independencia de las Entidades Fiscalizadoras Superiores".

## Funciones
Se constriñe básicamente en fiscalizar, asesorar e informar.
Fiscalizar es llevar el control de los recursos públicos ejercidos en el pasado que permitan hacer recomendaciones para el futuro. Asesorar es acompañar el ciclo financiero de los poderes públicos desde el diseño y la aprobación; mientas que informar es rendir cuentas ante la sociedad.

## Entidades fiscalizadores superiores
- Contraloría
- Tribunal de Cuentas